# 嘩鬼住正隔籬
《嘩鬼住正隔籬》，是1990年上映的一部香港恐怖鬼片，由劉仕裕執導，王天林監製，陳百祥、張敏、邱淑貞、梅小惠主演。

## 劇情
一張有四個附身靈魂的邪惡照片最終落入了一個變態者張生（曹查理 飾）的手中，他們通過將他放入照片中接管了他的家。 一個愛管閒事的警察陳百龍（陳百祥 飾）和他的女朋友曾碧波（葉子楣 飾）注意到了這些奇怪的事情，其中一個女鬼小倩（張敏 飾）愛上了警察。 但是一旦鬼魂離開了他們的家，一切都亂套了。

## 演員表
| 演員   | 角色   |
| 陳百祥 | 陳百龍 |
| 張敏   | 小倩   |
| 邱淑貞 | 小妹   |
| 梅小惠 | Yummy  |
| 葉子楣 | 曾碧波 |
| 曹查理 | 張生   |
| 駱應鈞 | 姥姥   |
| 鍾發   | 陳阿九 |
| 邱月清 | 小紅   |
| 郭政鴻 | 彈弓仔 |
| 羅青浩 | 小歪   |
| 黃靖華 | 鬼哥   |
| 朱鐵和 | 陳 Sir |
| 錢似鶯 |        |